# Xenarchus admirabilis
Xenarchus admirabilis is een vlinder uit de familie van de Aididae. De wetenschappelijke naam van de soort is voor het eerst geldig gepubliceerd in 1894 door Schaus.